# Papabile
Papabile (meervoud: papabili, 'pausbaar') is een officieuze Italiaanse term die internationaal in vele talen wordt gebruikt om kardinalen aan te duiden van wie wordt gedacht dat zij mogelijk of zelfs waarschijnlijk tot paus zullen worden verkozen.
Onder de papabile kardinalen die werden verkozen behoren paus Pius XII en paus Paulus VI. Het is echter geen waarborg voor verkiezing tot paus, en soms wordt het zelfs gezien als handicap. Giuseppe kardinaal Siri werd als een papabile kandidaat gezien, en er werd gedacht dat hij zou worden verkozen tot paus in het conclaaf van 1958. In plaats daarvan werd echter Angelo kardinaal Roncalli verkozen, die paus Johannes XXIII werd: een volkomen onverwachte keuze. Paus Benedictus XVI (gekozen in 2005) was als kardinaal de nr. 1 in het lijstje van papabili. Van de latere paus Franciscus is bekend dat hij bij de verkiezing in 2005 na Benedictus XVI al de meeste stemmen had gekregen.